# Mencía de Salcedo
Mencía de Salcedo o Mençía de Salcedo, moza de cámara de la Emperatriz Isabel de Portugal y primera Señora de Noalejo (1558-1575).

## Biografía
Mencía de Salcedo fue una servidora de la casa de la emperatriz Isabel de Portugal. Era hija de Juan de Salcedo y Juana de Santa Cruz, oriundos del valle de Salcedo (Cantabria), quienes también ejercieron como criados de los Reyes Católicos; su madre fue lavandera de Isabel la Católica y de la Emperatriz Isabel de Portugal. Siguiendo la estela de sus predecesores, doña Mencía formó parte del núcleo de servidores de Isabel de Portugal siendo su moza de Cámara de 1526 a 1539, además de criada de la Infanta María de Portugal y lavandera del príncipe Felipe II desde 1546.A la muerte de la emperatriz, estuvo al frente de algunas de las almonedas que se realizaron con sus bienes.
De su cercanía a los monarcas obtuvo diversas mercedes. En un primer momento la emperatriz le hizo merced de 100 fanegas de tierra en los "entredichos" de los reinos de Jaén y Granada, en el término actual del municipio de Noalejo. Posteriormente, la propia emperatriz, Carlos V y Felipe II fueron aumentando paulatinamente esta merced inicial, hasta llegar a concedérsele 1.500 fanegas de tierra; así mismo, la infanta María de Portugal le dejó 50.000 reais en su testamento, para que se invirtieran como dote para casar a doña Mencía, algo que nunca sucedió. Al mismo tiempo, doña Mencía fue ampliando sus posesiones mediante compras de más tierras a propietarios de la zona y la usurpación de tierras y bienes en la franja fronteriza entre los concejos de Jaén y Granada. Finalmente, en 1556, aprovechándose de la política de ventas de señoríos puesta en marcha por Carlos V y Felipe II, compró a la Real Hacienda un privilegio de jurisdicción sobre estos territorios por valor de 3.000 ducados. Con ello adquirió el título de señora de Noalejo.
Una vez fundado el señorío, doña Mencía de Salcedo llevó a cabo un proceso repoblador para fundar allí una villa con este mismo nombre, Noalejo. Para ello edificó unas casas principales para su vivienda, una iglesia dedicada a la Virgen María, un convento de la Orden de los Mínimos con la advocación de Nuestra Señora de la Victoria –que dotó con numerosas reliquias recibidas de Felipe II, como una copia de la Sábana Santa de Turín–, así como las casas para los colonos de esta nueva población; todo ello a lo largo de las décadas de 1550-1560. No obstante, doña Mencía debía tener en mente la fundación de esta villa y señorío desde mucho tiempo antes de comprar el señorío, pues ya en 1536 había recibido una bula para la edificación de la citada iglesia. Paralelamente promovió la roturación de gran parte de las tierras que poseía en su señorío para su puesta en labor, lo que le ocasionó no pocos conflictos con los vecinos de las villas colindantes, sobre todo, la de Campillo de Arenas, por las tierras usurpadas y adehesadas; un tipo de conflicto común en el Reino de Granada. En cualquier caso, los datos que se conocen sobre la fundación de Nalejo por doña Mencía de Salcedo son dispersos y confusos, con lo que no se tiene total certeza acerca de este proceso colonizador señorial.

## Señorío de Noalejo
Al final de su vida, en 1575, doña Mencía de Salcedo dictó testamento y fundó un mayorazgo con todos sus bienes, al cual vinculó el señorío de Noalejo y todas las propiedades que poseía: su casa palaciega, iglesia, convento, casas, cortijos, tierras de labor, joyas, reliquias, etc. Al no haber contraído matrimonio ni engendrado hijo alguno a lo largo de su vida, la señora dejó como heredero al salmantino Diego Maldonado, acemilero mayor del rey Felipe II, tal vez, debido a la amistad que había tenido con su esposa, doña María de Barrionuevo, durante sus años en la Corte. En adelante, y hasta su extinción en 1822, el señorío y el mayorazgo de Noalejo quedaron ligados a la familia Maldonado, quienes se asentaron en Granada con el estatus de oligarcas y señores de vasallos. 
En 1661 al morir sin hijos la cuarta señora de Noalejo, Mariana Maldonado, pasó el mayorazgo al tío de ésta. El quinto señor de Noalejo fue don Juan Maldonado Barnuevo, Gobernador de la Isla de Cuba. Hasta Teresa de Dávila Espejo, mujer del I Marqués de Castel Moncayo los herederos de este señorío no utilizarían el título de señores. El señorío de Noalejo se extingue en 1822 con el octavo señor de Noalejo, Carlos Gutiérrez de los Ríos y Sarmiento de Sotomayor, I Duque de Fernan Núñez y VI Marqués de Castel Moncayo.